# Dwór w Grzebowilku
Dwór w Grzebowilku – zabytkowy dwór znajdujący się we wsi Grzebowilk, w województwie mazowieckim, w powiecie mińskim, w gminie Siennica.

## Historia
Na przełomie XV i XVI wieku wieś znajdowała się w posiadaniu sędziego liwskiego i chorążego zakroczymskiego, Aleksego z Gościańczyc, który z czasem przyjął nazwisko Rudzeński, dając początek rozległej rodzinie Rudzińskich. Po jego śmierci majątek przejął syn, Andrzej, a w rękach jego potomków dwór pozostawał do końca XVIII wieku. Kazimierz Antoni Rudziński (1754–1821, wnuk Kazimierza), starosta śmidyński sprzedał dwór i okoliczne dobra w 1795. Nabył je wówczas Teofil Bieczyński. 
W tym czasie zbudowano drewniany dwór w obecnej formie. Według lokalnej tradycji uchodził za dworek myśliwski księcia Józefa Poniatowskiego, jednak w świetle badań naukowych nie można dowieść, czy w ogóle doń należał. Wiadomo natomiast, że w końcu XIX wieku obiekt należał do rodziny Karczewskich, a w początku XX wieku do Tadeusza Rychwalskiego, założyciela miejscowej cegielni. Zmieniono wówczas dach i ganek. W 1920 dwór przeszedł na własność Zygmunta Poradowskiego. W 1944 dobra zostały rozparcelowane przez właściciela, który pozostawił sobie dwór nie podlegający reformie rolnej. W 1959 przepisał majątek na Marię Rogozińską. W 1993 budynek należał do Marii Teresy i Apolinarego Gałeckich. W latach 1987–1993 poddali oni dwór gruntownej restauracji według planu Apolinarego Gałeckiego, który był architektem. Z uwagi na bardzo zły stan techniczny drewnianych ścian (konstrukcja zrębowa, oszalowane i otynkowane) zamieniono je na murowane przy zachowaniu sylwetki budynku i jego proporcji.

## Architektura
Budynek jest ceglany, zbudowany na planie prostokąta, parterowy, z mieszkalnym poddaszem, sześcioosiowy od frontu i siedmioosiowy od ogrodu. Elewacja frontowa i ogrodowa są niesymetryczne. W środku budynku jest taras, a na skraju bryły weranda. Tradycyjny układ dwutraktowy został zmieniony w trakcie ostatniej przebudowy. Dach budynku jest czterospadowy, kryty dachówką. Od strony ogrodowej ma facjatki.

## Otoczenie
Dwór otacza park krajobrazowy z okazami starodrzewu z około połowy XIX wieku.